# Wohnhaus Fedelhören 42

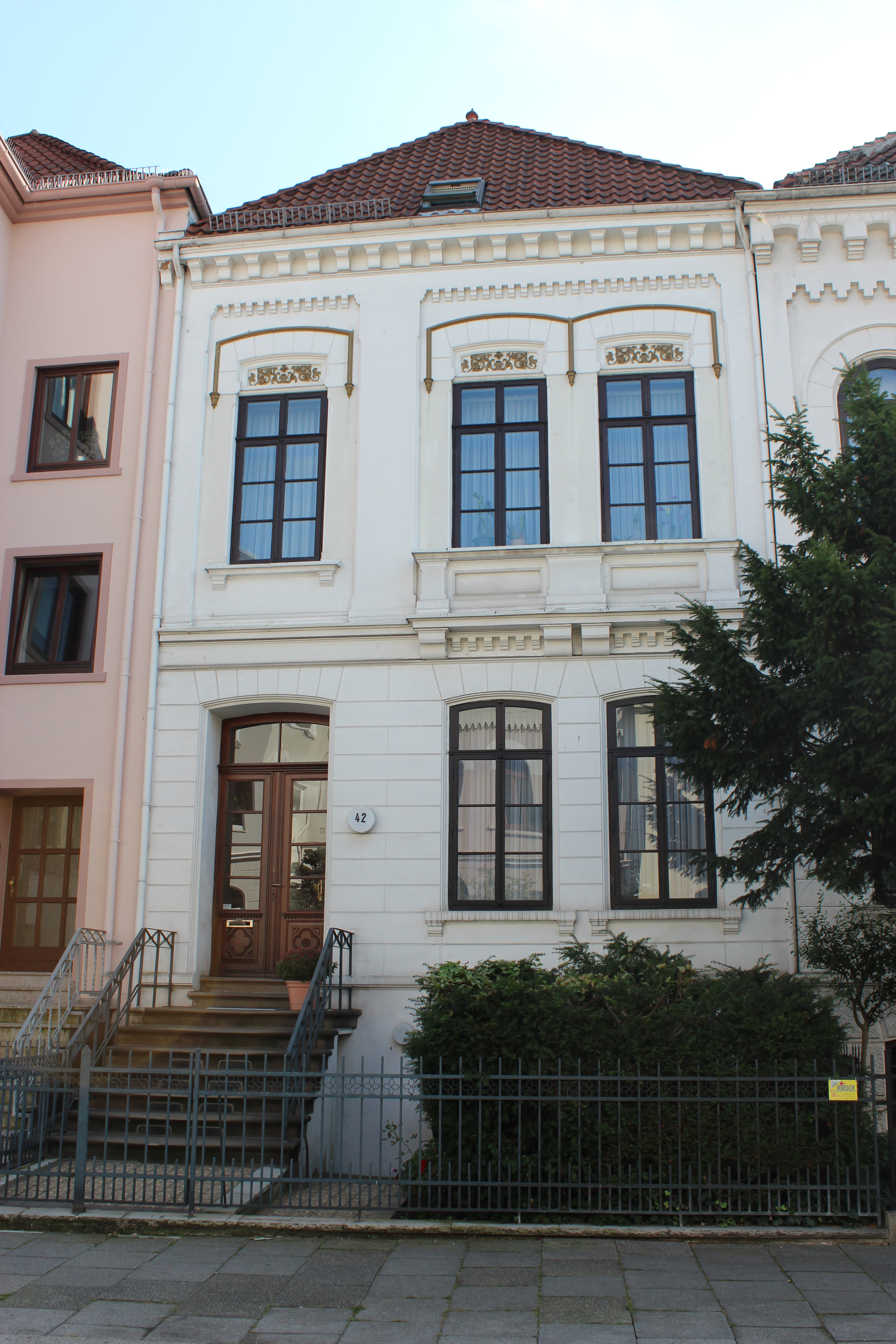
Wohnhaus Fedelhören 42, 2012

Das Wohnhaus Fedelhören 42 befindet sich in Bremen, Stadtteil Mitte im  Ortsteil Ostertor, und gehört zur Wohnhausgruppe Fedelhören. Das Haus entstand 1860.
Das Gebäude steht seit 1976 unter Bremer Denkmalschutz.

## Geschichte
1849 wurden Gebiete vom Ortsteil Ostertor eingemeindet und die Bürger erhielten das volle Bürgerrecht von Bremen. Etwa 100 bis 150 Reihenhäuser wurden in den 1850er Jahren neu erbaut. Der Straßenabschnitt zwischen Mendestraße und dem Dobben wurde erst zwischen 1860/65 angelegt und der Dobbengraben zugeschüttet. Der im Stadtteil häufig vorkommende Häusertyp Bremer Haus wurde in Bremen zwischen der Mitte des 19. Jahrhunderts und den 1930er Jahren errichtet. Charakteristisch sind das Souterrain als Tiefparterre, die tiefe Gebäudeform und der seitliche Eingang. Obwohl die Häuser in nur wenigen Jahren entstanden, sind die Fassaden sehr unterschiedlich im Stil.
Das zweigeschossige, dreiachsige, geputzte Haus mit einem Walmdach und einem ausgeprägten Gesims wurde 1860 in der Epoche des Historismus im Stil der Romantik für den Warenagenten Robert Voigt gebaut. 1909 wohnte hier ein Prokurist.

Heute (2018) wird das Haus als Kanzlei und zum Wohnen genutzt.
2018 erhielt der Bauherr des Altbremer Reihenhauses Noreen Alexandra Saad und der Architekt Norman Brockhage den Bundespreis für Handwerk in der Denkmalpflege 2018 (2. Preis), verliehen durch die Deutsche Stiftung Denkmalschutz und überreicht in Bremen durch Bürgermeister Carsten Sieling (SPD), Steffen Skudelny von der Stiftung und Holger Schwannecke vom Zentralverband des Deutschen Handwerks.